# Volodymyr Šepeljev
Volodymyr Andrijovyč Šepeljev (in ucraino Володимир Андрійович Шепелєв?; Altestove, 1º giugno 1997) è un calciatore ucraino, centrocampista dell'Oleksandrija, della nazionale ucraina.

## Carriera

### Club
Cresciuto calcisticamente nelle giovanili di Čornomorec' e Dinamo Kiev, esordisce con la squadra della capitale il 25 febbraio 2017 in occasione della vittoria esterna contro lo Zorja in Prem"jer-liha. Mette a segno il suo primo gol con la maglia della Dinamo Kiev il 18 luglio 2017, contribuendo alla vittoria finale per 2-1 contro il Čornomorec’. Il 21 luglio 2018 vince la Supercoppa di Ucraina contro lo Šachtar. Il 19 settembre 2019, in occasione della vittoria in UEFA Europa League per 1-0 sul Malmö FF, Šepeljev gioca la sua 100ª partita con la maglia della Dinamo Kiev.

### Nazionale
Dopo aver fatto la trafila in tutte le nazionali giovanili, nel giugno del 2017 viene convocato per la prima volta dalla nazionale maggiore esordendo in amichevole contro Malta.

## Statistiche

### Presenze e reti nei club
Statistiche aggiornate al 27 luglio 2022.
| Stagione        | Squadra         | Campionato      | Campionato | Campionato | Coppe nazionali | Coppe nazionali | Coppe nazionali | Coppe continentali | Coppe continentali | Coppe continentali | Altre coppe | Altre coppe | Altre coppe | Totale | Totale | Totale |
| Stagione        | Squadra         | Comp            | Pres       | Reti       | Comp            | Pres            | Reti            | Comp               | Pres               | Reti               | Comp        | Pres        | Reti        | Pres   | Reti   |        |
| --------------- | --------------- | --------------- | ---------- | ---------- | --------------- | --------------- | --------------- | ------------------ | ------------------ | ------------------ | ----------- | ----------- | ----------- | ------ | ------ | ------ |
| 2016-2017       | Dinamo Kiev     | PL              | 12         | 0          | KU              | 2               | 0               | UCL                | -                  | -                  | SU          | -           | -           | 14     | 0      |        |
| 2017-2018       | Dinamo Kiev     | PL              | 24         | 2          | KU              | 4               | 1               | UCL+UEL            | 2+8                | 0                  | SU          | 1           | 0           | 39     | 3      |        |
| 2018-2019       | Dinamo Kiev     | PL              | 24         | 0          | KU              | 1               | 0               | UCL+UEL            | 4+9                | 0                  | SU          | 1           | 0           | 39     | 0      |        |
| 2019-2020       | Dinamo Kiev     | PL              | 26         | 0          | KU              | 4               | 0               | UCL+UEL            | 1+6                | 1+0                | SU          | 1           | 0           | 38     | 1      |        |
| 2020-2021       | Dinamo Kiev     | PL              | 19         | 0          | KU              | 1               | 0               | UCL+UEL            | 5+4                | 0                  | SU          | 0           | 0           | 29     | 0      |        |
| 2021-2022       | Dinamo Kiev     | PL              | 11         | 0          | KU              | 1               | 0               | UCL                | 2                  | 0                  | SU          | 0           | 0           | 14     | 0      |        |
| 2022-2023       | Dinamo Kiev     | PL              | 0          | 0          | -               | -               | -               | UCL                | 1                  | 0                  | SU          | 0           | 0           | 1      | 0      |        |
| Totale carriera | Totale carriera | Totale carriera | 116        | 2          |                 | 13              | 1               |                    | 42                 | 1                  |             | 3           | 0           | 173    | 4      |        |

### Cronologia presenze e reti in nazionale
| Cronologia completa delle presenze e delle reti in nazionale ― Ucraina | Cronologia completa delle presenze e delle reti in nazionale ― Ucraina | Cronologia completa delle presenze e delle reti in nazionale ― Ucraina | Cronologia completa delle presenze e delle reti in nazionale ― Ucraina | Cronologia completa delle presenze e delle reti in nazionale ― Ucraina | Cronologia completa delle presenze e delle reti in nazionale ― Ucraina | Cronologia completa delle presenze e delle reti in nazionale ― Ucraina | Cronologia completa delle presenze e delle reti in nazionale ― Ucraina |
| Data                                                                   | Città                                                                  | In casa                                                                | Risultato                                                              | Ospiti                                                                 | Competizione                                                           | Reti                                                                   | Note                                                                   |
| ---------------------------------------------------------------------- | ---------------------------------------------------------------------- | ---------------------------------------------------------------------- | ---------------------------------------------------------------------- | ---------------------------------------------------------------------- | ---------------------------------------------------------------------- | ---------------------------------------------------------------------- | ---------------------------------------------------------------------- |
| 6-6-2017                                                               | Graz                                                                   | Ucraina                                                                | 0 – 1                                                                  | Malta                                                                  | Amichevole                                                             | -                                                                      | 46’                                                                    |
| 11-6-2017                                                              | Tampere                                                                | Finlandia                                                              | 1 – 2                                                                  | Ucraina                                                                | Qual. Mondiali 2018                                                    | -                                                                      | 76’ 90+3’                                                              |
| 7-6-2019                                                               | Leopoli                                                                | Ucraina                                                                | 5 – 0                                                                  | Serbia                                                                 | Qual. Euro 2020                                                        | -                                                                      | 72’                                                                    |
| 10-9-2019                                                              | Dnipropetrovsk                                                         | Ucraina                                                                | 2 – 2                                                                  | Nigeria                                                                | Amichevole                                                             | -                                                                      | 73’                                                                    |
| 14-11-2019                                                             | Zaporižžja                                                             | Ucraina                                                                | 1 – 0                                                                  | Estonia                                                                | Amichevole                                                             | -                                                                      | 75’                                                                    |
| 17-11-2019                                                             | Belgrado                                                               | Serbia                                                                 | 2 – 2                                                                  | Ucraina                                                                | Qual. Euro 2020                                                        | -                                                                      | 77’                                                                    |
| 7-10-2020                                                              | Saint-Denis                                                            | Francia                                                                | 7 – 1                                                                  | Ucraina                                                                | Amichevole                                                             | -                                                                      | 62’                                                                    |
| Totale                                                                 |                                                                        | Presenze                                                               | 7                                                                      |                                                                        | Reti                                                                   | 0                                                                      |                                                                        |

## Palmarès

### Competizioni nazionali
- Supercoppa d'Ucraina: 3

Dinamo Kiev: 2018, 2019, 2020
- Coppa d'Ucraina: 2

Dinamo Kiev: 2019-2020, 2020-2021
- Campionato ucraino: 1

Dinamo Kiev: 2020-2021